# Joe Paterno
Vous lisez un « bon article » labellisé en 2020.
College Football Hall of Fame 2007
Joe Paterno, né le 21 décembre 1926 à Brooklyn et mort le 22 janvier 2012 à State College, est un joueur et entraîneur américain de football américain universitaire. Figure historique et emblématique des Nittany Lions de Penn State entre 1966 et 2011, il est l'entraîneur le plus victorieux de l'histoire du football américain universitaire avec 409 succès en Division I. Son image est toutefois ternie en fin de carrière à cause de soupçons de négligence dans une affaire d'agressions sexuelles sur mineurs.
Lors de ses brillantes études de droit à l'université Brown, Joe Paterno joue au football américain et est entraîné par Rip Engle. Ce dernier, embauché par l'université de Penn State, le recrute comme entraîneur assistant en 1950. Pendant quinze saisons, l'assistant fait ses preuves avant de devenir entraîneur principal des Nittany Lions en 1965. Surnommé JoePa, il connaît rapidement le succès. Invaincu en 1968 et 1969, il est désiré par plusieurs franchises de la National Football League (NFL), mais refuse pour conserver son rôle d'éducateur. Entraîneur de l'équipe universitaire championne en 1982 et 1986, vainqueur des quatre principaux Bowls universitaires, il intègre le College Football Hall of Fame en 2007 alors qu'il est encore en activité, un accomplissement rare.
Reconnu pour ses succès sportifs, académiques et son exemplarité, JoePa est adulé comme une icône populaire dans la région de State College. Onze jours après avoir célébré sa 409e victoire avec les Lions, il est démis de ses fonctions à la suite du scandale des agressions sexuelles de l'université d'État de Pennsylvanie. Accusé d'avoir couvert les abus sexuels de Jerry Sandusky, son image est ternie par cette affaire au retentissement international. Il meurt deux mois plus tard des suites d'un cancer du poumon.

## Biographie

### Jeunesse
Joseph Vincent Paterno naît dans les rues de Brooklyn le 21 décembre 1926,. Il est le premier des quatre enfants de Florence de LaSalle Cafiero et Angelo Lafayette Paterno,,,. Ses parents, fils d'immigrés italiens et fervents chrétiens, lui inculquent des valeurs d’honnêteté et de moralité,,,. Le jeune Joseph grandit dans le quartier multiculturel de Flatbush. Avec son frère George, il va à l'école catholique Saint Edmonds dirigée par des nonnes dominicaines,. Bon élève, il y joue ses premières parties de football américain. Amateur de musique, avide de lecture, Boy Scout et Cub Scout, Joe passe la majorité de son temps à la maison. Son père, qui étudie le droit en cours de nuit, prend un deuxième emploi pour qu'il puisse étudier à Brooklyn Prep pendant la Seconde Guerre mondiale, l'un des lycées new-yorkais les plus onéreux,. Pendant la guerre, il apprend le latin et devient un étudiant studieux dans un cadre jésuite rigoureux et patriotique. Il assiste à de nombreuses rencontres de baseball des Dodgers de Brooklyn, de basket-ball au Madison Square Garden et suit avec passion les événements sportifs à la radio. À Brooklyn Prep, Joe Paterno joue au football américain aux postes d'offensive guard et de defensive back en troisième année, puis comme fullback et quarterback en dernière année,,. Son entraîneur lui donne la responsabilité d'appeler les jeux offensifs dans le huddle et de faire les ajustements à l'aide d'un code changeant hebdomadairement. Ses exploits sportifs permettent à Paterno de faire les titres de quelques articles de presse et de recevoir plusieurs récompenses locales. Gaucher qui lance de la main droite parce que son premier gant de baseball était un gant de droitier, Paterno est décrit par le journal de l'école comme « le cerveau de l'équipe »,. Il est également la vedette et le capitaine de l'équipe de basket-ball de Brooklyn Prep où il joue comme ailier, est porte-parole des étudiants et participe à plusieurs groupes de discussion,. Diplômé, Joseph Paterno est appelé par l'armée avant de rejoindre l'université Brown. Après une formation militaire à Fort Dix en 1945, il est envoyé en Corée comme opérateur de radio jusqu'à sa démobilisation en août 1946,.

### Carrière de joueur de football américain
Libéré de ses obligations militaires, Joe Paterno intègre la prestigieuse université Brown à la rentrée automnale 1946. Il y retrouve son frère cadet George qui y entre en même temps que lui. Les deux frères sont surnommés les Gold Dust Twins,. Ils ne cohabitent qu'un semestre avant de faire chambre à part à cause de leurs différences de caractère.
Joe continue de jouer au football américain des deux côtés du terrain aux postes de quarterback en attaque, et comme cornerback puis safety en défense. Comme safety, Paterno montre une excellente vision du terrain et est un plaqueur solide. Dans sa troisième année universitaire, il excelle dans les bottés de dégagement, contribuant notamment à un succès surprenant contre les Tigers de Princeton,. Après avoir pris de l'expérience comme quarterback dans son année junior, Joe Paterno est le titulaire à ce poste lors de sa dernière année universitaire et mène son équipe à un bilan de huit victoires et une défaite,. En défense, il intercepte six passes pour un total de 14 interceptions lors de son parcours universitaire, le record de l'université. Le journaliste new-yorkais Stanley Woodward dit de lui : « Il ne peut pas courir, et il ne peut pas passer. Tout ce qu'il sait faire c'est réfléchir — et gagner »,. Paterno est entraîné par Rip Engle qui l'impressionne. Au printemps de l'année 1950, les Nittany Lions de Penn State débauchent Engle de Brown pour qu'il devienne leur entraîneur principal,.

### Carrière d'entraîneur

#### Entraîneur assistant (1950-1965)
En 1950, Joe Paterno est recruté comme entraîneur assistant par Rip Engle alors qu'il prévoit s'inscrire à la faculté de droit de l'université de Boston,. Lorsqu'il accepte l'offre d'emploi, à 23 ans, il promet à son père qu'il occupe cette position uniquement pour gagner de l'argent en parallèle avec ses études de droit,. Au début des années 1950, l'université d'État de Pennsylvanie est considérée comme une université rurale et inférieure à ses concurrentes au niveau académique,. Isolés, loin des grandes villes, les habitants et étudiants de State College forment une communauté soudée dans ce qu'ils appellent l'Happy Valley,. Après avoir grandi à Brooklyn, Paterno, qui reste très urbain, met plusieurs années à apprécier la ruralité de Penn State,. D'abord, il vit dans la maison qu'Engle a achetée pour sa famille avant d'habiter avec Steve Suhey et sa femme,.
Engle lui confie la responsabilité d'entraîner les quarterbacks. Il est le seul à comprendre parfaitement le système offensif, le Wing-T, qui est particulièrement efficace sur les jeux renversés,. Intense dans sa fonction, Paterno n'hésite pas à crier sur les joueurs. La majorité de ces derniers, vétérans militaires plus âgés que Paterno, se plaint de lui et considère le football américain comme un passe-temps. Au fil des semaines, le jeune entraîneur assistant gagne en confiance et s'intègre socialement dans la région. Il passe ses nuits à étudier des vidéos de matchs pour trouver les défauts de chaque équipe. À la fin de la saison 1950, il est décidé à faire une carrière comme entraîneur de football américain.
En 1951, Engle lui assigne une responsabilité supplémentaire : s'occuper du logement des joueurs. S'il n'est pas contre des dortoirs uniquement constitués de joueurs au départ, les deux derniers étages de McKee Hall, Paterno se rend rapidement compte que cette séparation les rend « spéciaux » par rapport au reste de l'université. Dès l'année suivante, les joueurs retrouvent les dortoirs communs. Lors de ses premières années comme assistant, Paterno est arrogant, impatient et n'hésite pas à râler sur le personnel administratif lorsque les solutions ne sont pas trouvées rapidement. Frustré que le programme n'avance pas assez vite, il est gêné par le caractère prudent et diplomate de Rip Engle. Guidé par son mentor qui lui laisse la liberté d'avoir ses idées et de faire des essais pour progresser, Joe Paterno poursuit son apprentissage. Engle reconnaît les qualités et l'apport de Paterno dans les succès de l'équipe dès la première saison. Malgré de nombreuses disputes avec Engle et les autres assistants, il devient rapidement le premier assistant de l'entraîneur principal,.
En 1952, il accepte l'invitation de Jim O'Hora, l'un de ses amis et collègue assistant de Penn State, à habiter chez lui. Heureux dans un environnement qui lui rappelle sa famille new-yorkaise, Paterno partage le quotidien des O'Hara, des repas aux activités de la famille. Un matin en 1955, un éclair frappe son lit alors qu'il est dans la salle de bain, le projetant comme le mur et enflammant ses vêtements et effets personnels, notamment sa collection d'enregistrements d'opéras,. Cette même année, son père meurt d'une crise cardiaque à l'âge de 58 ans,. Dans le même temps, il devient un élément clef de l'encadrement de l'équipe universitaire de football américain. Il explique la formation Wing-T aux autres entraîneurs et aux joueurs et est un meneur, même s'il reste un jeune entraîneur. Au milieu des années 1950, son influence augmente, il contrôle totalement le secteur offensif de l'équipe, dessinant et préparant les tactiques, choisissant la majorité des actions et ayant le dernier mot sur ses pairs,. Pendant les matchs, il reste dans la tribune de presse et communique par téléphone avec Engel ; mais il n'hésite pas à descendre au bord du terrain pour pousser Engle à prendre plus de risques.
À la fin des années 1950, il repousse une offre de devenir un assistant de Weeb Ewbank puis est déçu que Rip Engle refuse le poste d'entraîneur principal des Trojans d'USC. Des huit entraîneurs assistants d'Engle, il est le seul souhaitant aller à Los Angeles pour relever ce nouveau défi.
Au début des années 1960, les Nittany Lions de Penn State terminent régulièrement dans le classement des meilleures équipes universitaires. Paterno s'illustre pendant la saison 1964 en travaillant sur le plan de match défensif qui permet à Penn State de dominer l'équipe de la conférence Big Ten des Buckeyes d'Ohio State, jusqu'alors invaincue, sur le large score de 27 à 0. Après la saison 1964, les Bulldogs de Yale tentent de recruter Paterno comme entraîneur principal,. Il décide de rester à Penn State et l'université le récompense la saison suivante en le nommant entraîneur principal à la suite de la retraite d'Engle,.

#### Entraîneur principal

##### Première décennie de victoires (1966-1975)
La première saison de Joe Paterno à la tête des Nittany Lions de Penn State est décevante. La nouvelle formation offensive qu'il a installée, Power-I, lui vaut un grand nombre de critiques, l'obligeant à revenir à l'ancienne version de Wing-T. Il termine sa première saison avec un bilan de cinq victoires pour cinq défaites, loin des espérances des supporteurs de l'équipe, et passe l'été suivant à préparer une nouvelle défense pour sa deuxième année. Paterno est décrit comme un « dictateur » et reconnaît mettre trop de pression sur ses joueurs. Avec la nouvelle et innovante formation défensive en 4-4-3, les Lions s'inclinent lors de l'ouverture de la saison 1967, permettant à l'attaque des Midshipmen de la Navy de gagner un inquiétant total de 489 yards offensifs. La suite de la saison est plus que réussie et seuls les Bruins d'UCLA, équipe classée no 3 du pays, les battent sur le score serré de 17 à 15.
Dès ses premiers pas au poste d'entraîneur principal, Paterno exige de ses joueurs une réussite académique aussi importante que la réussite sportive. Il appelle cela la « Grande Expérimentation » dans le Philadelphia Daily News en 1967,,. Même si c'est interdit, les autres équipes proposent de l'argent aux meilleures jeunes joueurs ; Paterno propose plutôt une bonne éducation. Il n'hésite pas à critiquer publiquement les entraîneurs adverses qui trichent. Il ignore Joe Namath car il ne le considère pas comme un étudiant. Entre 1967 et 1970, son équipe enchaîne une série de 31 rencontres victorieuses. En 1968, malgré une saison régulière sans défaite et une victoire de 15 à 14 contre les Jayhawks du Kansas lors de l'Orange Bowl grâce à une conversion à deux points,, Paterno et son équipe ne sont classés que deuxième au classement national,. En janvier 1969, quelques jours après l'Orange Bowl, il refuse l'offre de Dan Rooney (en) de devenir l'entraîneur principal des Steelers de Pittsburgh,,. Paterno sait que son équipe est l'une des meilleures du pays et sa femme, Sue, le dissuade d'abandonner ses idéaux pour le monde professionnel,.
La saison suivante, Paterno poursuit ses combats progressistes en faisant commencer le quarterback afro-américain Mike Cooper. Son équipe n'enchaîne que des succès, le plus souvent par un large score, marquant 312 points sur la saison pour seulement 87 encaissés,. Demandé par l'Orange Bowl et le Cotton Bowl, Penn State choisit l'Orange Bowl. Les joueurs préfèrent Miami à Dallas, une ville que de nombreux joueurs considèrent comme « raciste »,. Cette décision est critiquée et fait reculer Penn State dans les classements,. Bien que Penn State bat les Tigers du Missouri pour terminer l'année invaincu, avec une impressionnante fiche de sept interceptions, elle n'est à nouveau pas désignée comme l'équipe championne,,,. Le Président Richard Nixon choisit d'offrir le trophée de champion aux Longhorns du Texas,. En 1973, après le scandale du Watergate, Paterno réagit en disant : « Je voudrais savoir comment le Président peut savoir si peu à propos du Watergate en 1973 et autant à propos de football universitaire en 1969 »,,.
La série d’invincibilité se conclut après 31 matchs, la plus longue série depuis les Sooners de l'Oklahoma entre 1953 et 1957,. Dans une rencontre télévisée nationalement sur ABC, les Nittany Lions sont largement battus 41 à 13 par les Buffaloes du Colorado. Fatigué de la pression et des discussions autour de cette série, Paterno n'est pas mécontent de la voir se conclure. Cette défaite de l'équipe dominante de l'Est du pays est vue par les observateurs comme une preuve de la faiblesse des équipes de ces régions des États-Unis, validant le choix de Texas comme champion de la saison précédente. En janvier 1971, les Packers de Green Bay lui proposent à leur tour le poste d'entraîneur principal, mais Paterno refuse encore.
En 1973, il se voit offrir la plus lucrative proposition jamais offerte à un entraîneur par le propriétaire des Patriots de la Nouvelle-Angleterre, Billy Sullivan. Alors que son salaire à l'université de Penn State est d'environ 32 000 dollars, la presse estime l'offre à 1,3 million de dollars,,. Paterno se souvient que l'offre de Sullivan comprend alors un contrat de quatre ans pour un total d'un million de dollars avec une maison, deux voitures dans le garage et la possibilité de devenir propriétaire minoritaire du club avec environ 5 % des parts,. Craignant perdre son entraîneur, le campus de Penn State lance une campagne pour le retenir avec des panneaux et auto-collants Don't Go, Joe. À l'initiative du magazine local Town & Gown, plus de 19 000 courriers sont envoyés à l'entraîneur pour l'inciter à rester. Paterno accepte l'offre de Sullivan avant de se rétracter,. Il justifie son refus par l'importance d'influencer positivement la vie de nombreux jeunes à l'université. L'entraîneur signe un contrat de cinq ans avec l'université de Penn State dont le salaire annuel est estimé à 100 000 dollars.
En restant à State College, Joe Paterno devient l'emblème d'une équipe universitaire en quête d'identité : le glacier de l'université propose des glaces « pêche Paterno », la boutique des étudiants vend des figurines bobblehead ou encore des cravates à son effigie, les dons et demandes d'abonnements annuels augmentent. À sa réputation nationale à la suite de l'invective envers Nixon et l'offre record des Patriots, Paterno ajoute une image de vainqueur en concluant à nouveau la saison 1973 invaincu,. Malgré un bilan sportif composé uniquement de victoires, conclu par un succès face aux Tigers de LSU à l'Orange Bowl, il est snobé une troisième fois dans les sondages. Paterno déclare aux journalistes : « J'ai mon propre sondage. Le Sondage Paterno. Et le vote était unanime. Penn State est numéro 1. J'ai fait le vote il y a quelques minutes ». L'entraîneur offre à son équipe des bagues de champions nationaux,. Son running back vedette John Cappelletti reçoit le trophée Heisman en fin de saison.
En 1974, les Giants de New York souhaitent le recruter comme entraîneur principal, mais Paterno refuse, bien qu'il soit supporteur de l'équipe depuis ses jeunes années. L'équipe de Paterno confirme son succès avec dix victoires pour deux défaites, dont un succès sur les Bears de Baylor au Cotton Bowl pour terminer l'année parmi les dix meilleures équipes universitaires du pays. Avec un calendrier jugé de plus en plus difficile, Penn State entame la saison 1975 avec l'un des plus beaux effectifs universitaires du pays grâce au recrutement de Paterno. Au terme d'une nouvelle saison remarquable, l'équipe est défaite par l'Alabama au Sugar Bowl.

##### Déceptions et occasions manquées (1976-1981)

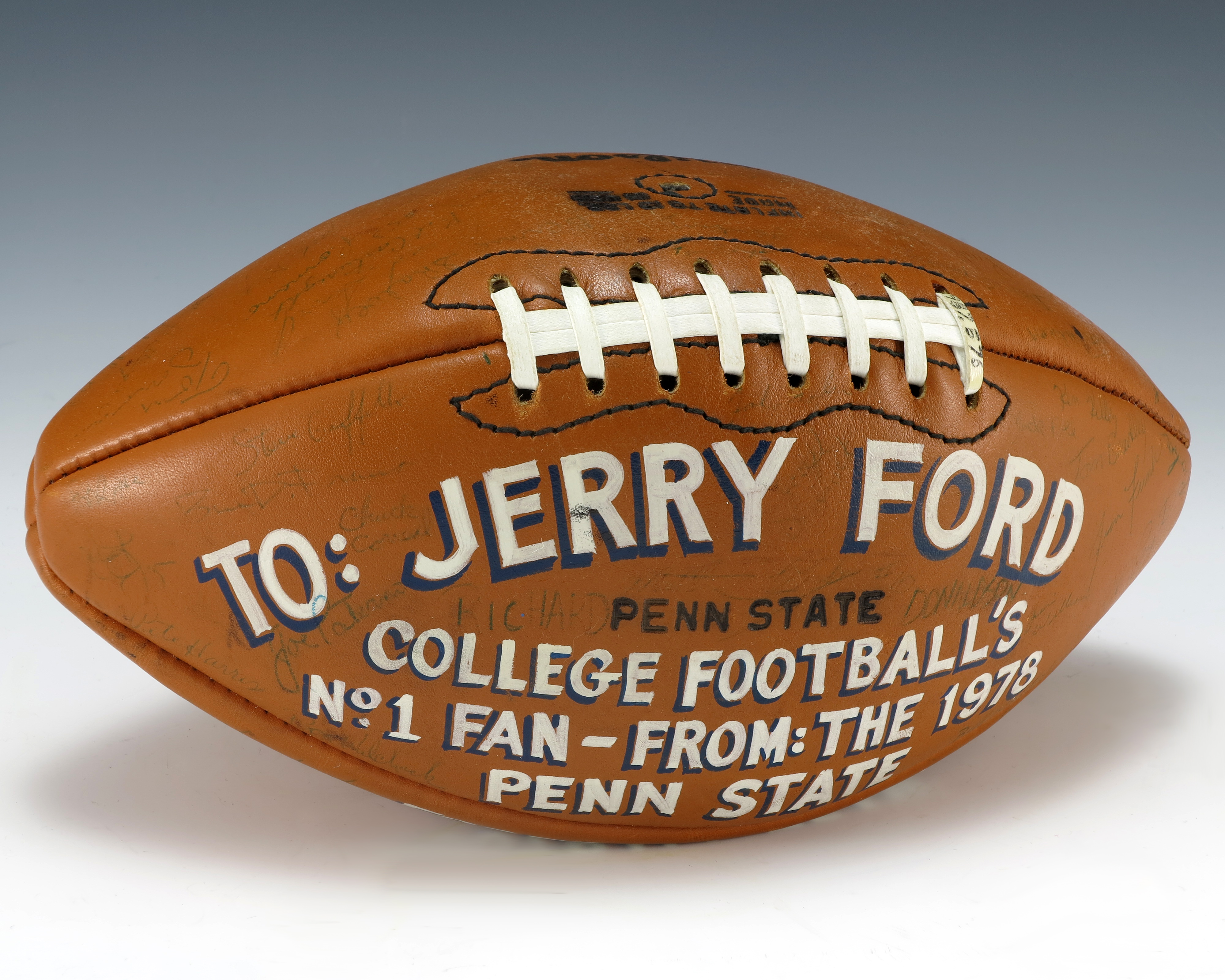
Ballon de football américain dédicacé par l'équipe de football américain 1978 de Penn State et destiné à l'ancien Président des États-Unis Gerald Ford.

La saison 1976 est marquée par un revers de 7 à 24 contre les Panthers de Pittsburgh dans une rencontre à haute tension. En amont de la rencontre, de fausses rumeurs lancées sur Jimmy Cefalo (en) font rapidement place aux menaces de mort envoyées par courrier. À la mi-temps du match contre les Panthers, alors que le score est de 7 à 7, Paterno reçoit un appel téléphonique de menaces envers lui et sa famille. Il demande aux joueurs les plus imposants de son équipe de se tenir derrière lui pendant la deuxième mi-temps, sans leur en expliquer les raisons. Avec un total de cinq défaites en douze matchs, dont une contre Notre-Dame au Gator Bowl, la saison de son équipe est globalement décevante.
La saison 1977 est prometteuse pour les protégés de JoePa. L'équipe de Penn State est menée par le jeune quarterback Chuck Fusina (en) en attaque et la défense domine grâce aux defensive tackles Matt Millen et Bruce Clark. Le 14 octobre, Paterno est appelé par le principal de l'équipe de son fils David, inconscient après être tombé tête la première sur le sol en béton en sautant au trampoline. S'il prévoit un temps d'assister à la rencontre du week-end, il change d'avis lorsque l'état de son fils empire au matin du match contre l'Orange de Syracuse,. Son équipe termine la saison avec une seule défaite, contre les Wildcats du Kentucky, et onze succès.
En 1978, l'équipe de Penn State enchaîne les succès, propulsée par Fusina, Millen et Clark. Après une convaincante victoire de 18 à 0 face aux Buckeyes d'Ohio State, les hommes de Paterno sont classés no 1 au classement national pour la première fois de l'histoire de l'université,. Après une saison régulière parfaite, l'équipe est qualifiée pour jouer le Sugar Bowl contre le Crimson Tide de l'Alabama de Bear Bryant. À la veille de cette rencontre, la chaîne CBS diffuse un long reportage sur Joe Paterno dans l'émission 60 Minutes. Arrêtés à quelques centimètres de la ligne adverse dans le dernier quart-temps, les Nittany Lions sont défaits sur le score de 14 à 7 et manquent le titre de champion national,,. L'équipe obtient les plus mauvais résultats scolaires d'un groupe de Paterno depuis son entrée en fonction comme entraîneur principal en 1966.
Le début de la saison 1979 est désastreuse sur de nombreux aspects pour les Nittany Lions. De nombreux joueurs sont partis, notamment Chuck Fusina, finaliste du trophée Heisman 1978. Le linebacker Todd Hodne est arrêté dans une affaire de viol et viré de l'équipe,. Réputée pour ses résultats scolaires, trois joueurs majeurs de l'équipe ne réussissent pas à obtenir les notes suffisantes pour être éligible au football américain : Pete Harris, le frère de Franco Harris, ainsi que les safety et nose guard titulaires,,. L'offensive tackle Bill Dugan est surpris à boire de l'alcool sur un banc du campus,,. Après une première victoire, l'équipe enchaîne deux défaites, dont une humiliante raclée de 42 à 17 contre les Cornhuskers du Nebraska. Si elle se reprend et enchaîne les succès en fin de saison, deux nouvelles défaites contre les Hurricanes de Miami du débutant Jim Kelly et les Panthers de Pittsburgh de Dan Marino ternissent le bilan de Penn State. Ces quatre défaites à domicile et l'attaque jugée trop conservatrice de Paterno, entraîne les huées des spectateurs envers l'entraîneur. L'une des satisfactions de la saison est la découverte du talent du running back débutant Curt Warner. En amont du Liberty Bowl face à Green Wave de Tulane, deux joueurs sont virés pour retard à la réunion de l'équipe et un autre est surpris à voler un domicile privé,. Malgré tous ces incidents, l'équipe de Paterno gagne le Liberty Bowl sur le score de 9 à 6.
En janvier 1980, Joe Paterno ajoute à sa fonction d'entraîneur celle de directeur sportif. Ce rôle lui donne la responsabilité d'un budget de plusieurs millions de dollars, d'une trentaine d'employés, de dizaines d'entraîneurs et de centaines de sportifs. Classés première équipe de la nation pour la deuxième fois de son histoire en novembre 1981, les Nittany Lions sont surpris par les Hurricanes de Miami de Jim Kelly à l'Orange Bowl lors d'une rencontre télévisée nationalement. Quatre ans auparavant, Paterno a tenté de recruter Jim Kelly au poste de linebacker mais celui-ci a préféré jouer quarterback. Limité offensivement, les Lions gagnent grâce aux équipes spéciales et à sa défense. Joe Paterno souhaite créer une nouvelle ligue de football américain dans l'Est du pays, le pendant de ce qui s'est créé dans le basket-ball universitaire en 1979 avec la Big East Conference,. Cette volonté est anéantie lorsque les Panthers de Pittsburgh, l'autre grand programme de football américain de la région, annonce rejoindre la Big East en cours de saison,. Paterno se venge en détruisant les Panthers, alors classés premier au classement, au Pitt Stadium quelques semaines plus tard sur le large score de 48 à 14. Le 18 janvier 1982, Paterno quitte officiellement le poste de directeur sportif de l'université.

##### Double champion national universitaire (1982-1986)
En 1982, Penn State domine les Bulldogs de la Géorgie et Herschel Walker dans le Sugar Bowl pour s'assurer son premier titre de champion national. Le 17 janvier 1983, il fait un discours à la convention de la NCAA pour soutenir la controversée « Proposition 48 » qui fixe des résultats scolaires attendus pour obtenir une bourse sportive universitaire,. Paterno utilise son statut d'entraîneur de la meilleure équipe du pays pour atteindre une large audience et promouvoir son message d'éducation.
La saison suivante, l'équipe championne en titre débute par trois défaites consécutives avant de retrouver le chemin des victoires. Ces défaites brisent tout espoir pour être dans la lutte des meilleures équipes de l'année. Portés par D.J. Dozier (en), premier débutant des Lions à passer la barre des 1 000 yards à la course, les Lions offrent de belles promesses en fin de saison. Seuls les Eagles de Boston College arrivent à battre les joueurs de Paterno après les défaites initiales.
En 1984, pour la première fois en quatorze saisons, Paterno et son équipe ne participent pas à un Bowl pour clore leur saison du fait d'un calendrier difficile et d'une équipe inexpérimentée,.
En 1985, il critique sévèrement le format de Bowls et prône le format d'une phase finale permettant de désigner le champion universitaire de l'année. Son souhait est que la désignation ne se fasse plus par le vote d'un panel, et ajoute qu'une partie des revenus générés par les matchs supplémentaires pourraient servir à un fonds de pension pour les entraîneurs.
Le Fiesta Bowl 1986 oppose les Nittany Lions et les Hurricanes de Miami. Au-delà de l'opposition sportive, deux styles s'opposent. Bénéficiant d'une image positive sur tous les aspects, l'équipe de Joe Paterno, récemment désigné sportif de l'année par Sports Illustrated, est opposée aux joueurs de Jimmy Johnson, perçus comme des « mauvais garçons ». En amont de la partie, les deux camps s'échangent provocations et blagues maladroites, augmentant l'attention sur la partie. La défense de Penn State intercepte à cinq reprises le vainqueur du trophée Heisman Vinny Testaverde pour remporter la partie 14 à 10 et le deuxième titre de champion national en cinq saisons.

##### Transition vers la conférenceBig Ten(1987-1992)

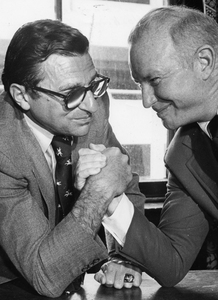
Joe Paterno (à gauche) fait un bras de fer avec l'entraîneur de Temple en 1988.

Après dix ans de tractations secrètes, Penn State accepte en décembre 1989 l'invitation des présidents de la Big Ten pour rejoindre la conférence,. Onzième équipe, l'université change son modèle économique en abandonnant son statut d'indépendant. Elle apporte à la Big Ten le partage des revenus d'un stade de 94 866 places, le deuxième plus grand de la ligue derrière celui de Michigan. Au-delà des performances sportives, la conférence est connue pour délivrer la moitié des philosophiæ doctor des États-Unis. Si Joe Paterno se dit ravi de l'entrée de son équipe dans la Big Ten, des doutes persistent sur la poursuite de sa carrière ; la transition vers la conférence va prendre plusieurs années et Paterno a fait part de ses plans pour partir à la retraite à 65 ans, après la saison 1991. Cette entrée permet à Penn State de pouvoir jouer le Rose Bowl. Elle offre également de nouveaux arguments à l'entraîneur pour recruter de talentueux lycéens qui souhaitent jouer dans la meilleure conférence possible avec la plus grande visibilité pour être remarqué par les recruteurs de la National Football League.
En difficulté au poste de quarterback, la frustration de Paterno grandit. En effet, après les blessures de Tom Bill, Lance Lonergan et Doug Sieg, l'entraîneur est forcé de faire jouer le jeune et immature Tony Sacca. Bien qu'il a promis à sa mère de le faire jouer que lorsqu'il serait prêt, Paterno n'a pas d'autre choix. Si ces premières expériences permettent à Sacca de s'améliorer, Penn State enchaîne les défaites,. En 1988, l'équipe termine avec son pire bilan depuis 1966 avec cinq victoires et six défaites.

##### Intégration réussie dans laBig Ten(1993-1999)

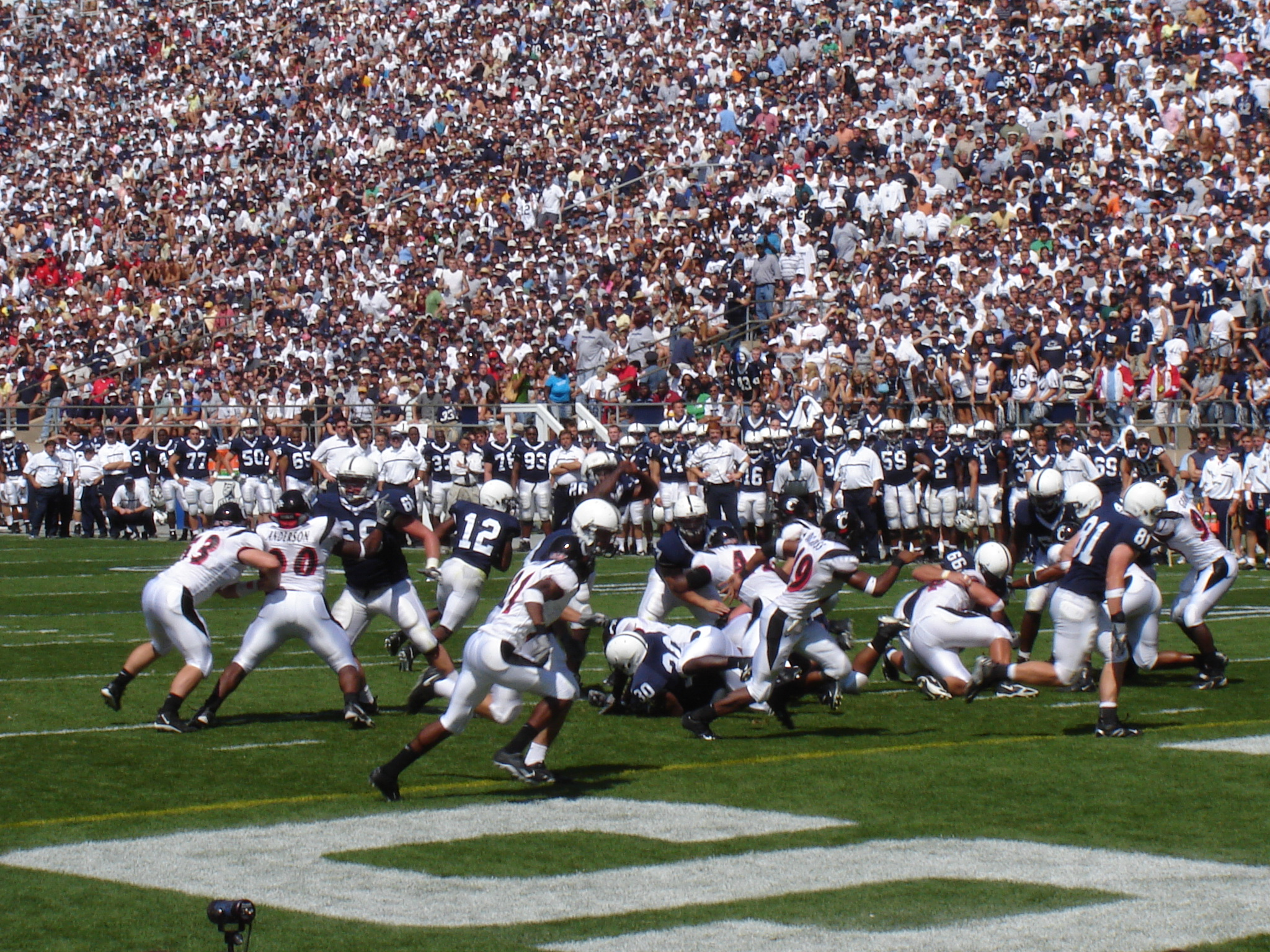
Intégrée à la conférence Big Ten, les Lions de Penn State deviennent l'une des équipes universitaires les plus lucratives du pays (ici en 2005).

Les débuts des Nittany Lions de Penn State dans la conférence Big Ten sont difficiles. Si Paterno la considère largement supérieure à la conférence Big East, les résultats infirment ses propos. Battus par les Wolverines du Michigan lors du millième match de football américain de l'histoire de l'université, l'équipe multiplie les petites erreurs devant un nombre record de spectateurs de 96 719 personnes. Pour clore sa première saison en Big Ten, Paterno et son équipe surprennent les Volunteers du Tennessee dans le Citrus Bowl, une performance prometteuse.
Pour sa deuxième année dans la conférence, les Nittany Lions sont l'une des meilleures équipes de football universitaire des États-Unis. Classée en première position en début de saison, l'équipe de Penn State rétrograde au deuxième rang du sondage de l'Association Press après une victoire de 63 à 14 face aux Buckeyes d'Ohio State et du sondage des entraîneurs après avoir encaissé deux touchdowns en fin de partie dans une large victoire contre les Hoosiers de l'Indiana. Après avoir retrouvé le sommet du classement national, Paterno et ses joueurs sauvent leur saison en battant les Fighting Illini de l'Illinois après avoir été rapidement mené 21 à 0. Après qu'une coupure de courant à leur hôtel a dérangé leur préparation pour la rencontre, les hommes de Joe Paterno perdent deux fois le ballon pour se retrouver dans une situation délicate. Porté par Kerry Collins, Kyle Brady (en) et Ki-Jana Carter, les Lions réalisent le plus important retour sous la direction de Paterno. Le succès de 35 à 31 leur assure la victoire dans la conférence Big Ten et une participation au Rose Bowl.
À la veille du Rose Bowl, Paterno déclare devant les milliers de supporteurs de Penn State que cette rencontre est la plus excitante qu'il ait eu dans sa carrière. Le 2 janvier 1995, Paterno et son équipe dominent les Ducks de l'Oregon sur le score de 38-20. Même s'ils concluent la saison invaincus, les Cornhuskers du Nebraska sont désignés champion universitaire par les différents sondages. Après la rencontre, les joueurs portent un maillot préparé par leur équipementier sur lequel est inscrit qu'ils sont champions nationaux. Après les saisons 1968, 1969 et 1973, c'est la quatrième saison invaincue de Paterno lors de laquelle son équipe n'est pas désignée championne. Il devient également le quatrième entraîneur à gagner les quatre principaux Bowls : Rose, Orange, Fiesta et Sugar.
En attirant d'excellents jeunes joueurs lycéens, Joe Paterno prouve qu'il est toujours l'un des meilleurs recruteurs du pays bien qu'il soit âgé de 70 ans et que l'équipe soit toujours en proie à des difficultés pour trouver un quarterback titulaire. En 1997, Paterno exclut Curtis Enis (en) de son équipe pour avoir accepté un costume comme cadeau de la part d'un agent, diminuant les chances de son équipe pour le Citrus Bowl,.
À l'été 1999, Penn State inaugure un grand complexe moderne, s'adaptant à ce qui se fait de mieux dans les plus grandes universités de la conférence. Remplie de talents promis aux premiers rangs du recrutement de la National Football League comme LaVar Arrington ou Courtney Brown, Penn State est attendu comme l'une des meilleures équipes universitaires de la saison, ce qu'elle confirme avec une victoire impressionnante, 41 à 7, contre les Wildcats de l'Arizona.

##### Accidents et défaites (2000-2004)
Le tournant des années 2000 est difficile pour Joe Paterno. En 2000 et 2001, son équipe enchaîne deux saisons avec un bilan négatif. Cependant, son poste n'est pas en danger, de par son aura sur le campus universitaire, l'importance de construire une communauté au-delà des résultats sportifs et le poids de JoePa sur la bonne santé économique de l'université et de la ville. Paterno est marqué par un événement lors de la cinquième rencontre de la saison 2000, le cornerback Adam Taliaferro se blesse gravement en plongeant la tête en premier pour plaquer un adversaire, le rendant paralysé. Cet accident marque l'entraîneur qui s'adoucit et a du mal à pousser ses jeunes joueurs à dépasser la douleur et à faire les efforts nécessaires pour gagner.
Paterno et son équipe multiplient les défaites lors des saisons 2003 et 2004. Les faits divers prolifèrent, un joueur est retrouvé avec un couteau, une bagarre éclate dans un appartement ou encore un joueur attrapé fumant du cannabis. Malgré la succession des défaites, le vétéran, optimiste, annonce à ses joueurs qu'ils vont enchaîner les succès. L'équipe termine l'année 2004 par deux victoires dont l'une contre Indiana en les arrêtant sur la ligne d'en-but. En mai 2004, bien qu'il sorte de la plus mauvaise saison à la tête de l'équipe de football américain et qu'il soit âgé de 77 ans, Joe Paterno signe un nouveau contrat de quatre ans pour rester entraîneur principal des Lions,. Il est alors critiqué pour les signes de faiblesse dans l'encadrement de l'équipe qui se retrouve à de multiples reprises à 10 ou 12 joueurs sur le terrain, pour perdre la guerre de recrutement des meilleurs joueurs, pour une attaque jugée indigeste et pour faire jouer des vétérans moins talentueux que les débutants. Chris Korman écrit dans la presse qu'il a été pendant tellement longtemps la seule personne responsable qu'il ne sait pas comment déléguer son autorité à ses entraîneurs assistants.

##### Retour de la domination de Penn State et premiers problèmes de santé (2005-2011)

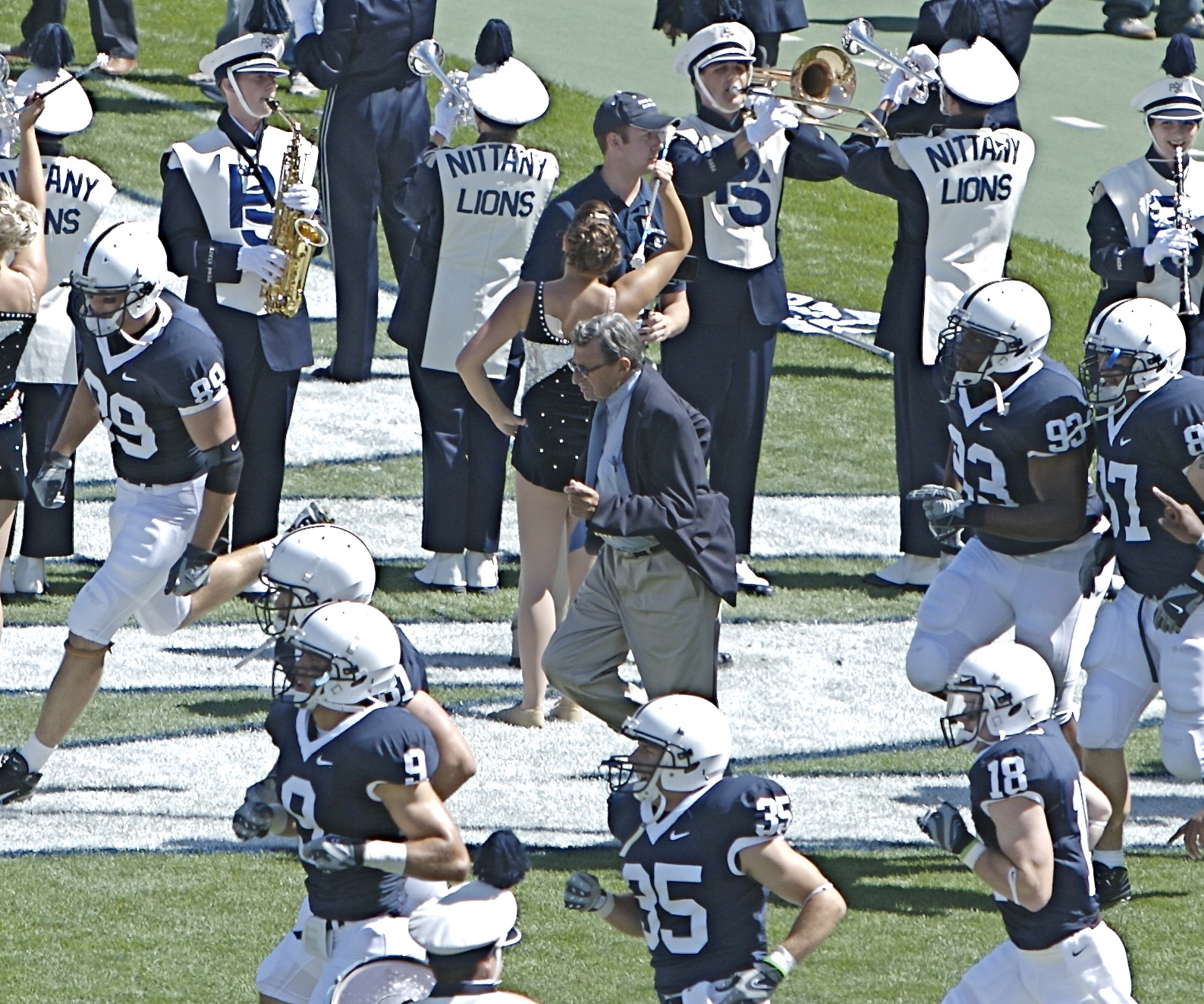
À plus de 70 ans, JoePa court toujours avec ses joueurs comme ici en 2007.

En mai 2005, Joe Paterno déclare dans un dîner pour lever des fonds à Pittsburgh que s'il ne gagne pas lors de la saison à venir, il partira de Penn State. Dès le début de la saison, les Lions enchaînent les victoires et surprennent les Buckeyes d'Ohio State, classée no 6, les battant sur le score de 17 à 10. L'équipe atteint l'Orange Bowl et est opposée aux Seminoles de Florida State entraînés par Bobby Bowden,. Au terme d'un marathon de cinq heures, Penn State s'impose 26 à 23. Ce succès récompense les efforts de Paterno pour adapter ses méthodes au football américain moderne, abandonnant les jeux de courses puissantes pour une attaque plus équilibrée. Assisté par son fils Jay, JoePa se modernise également en donnant des copies du plan de jeu à ses joueurs sur des cartes mémoires de PlayStation 2 qu'ils peuvent utiliser sur le jeu Madden 2006.
Le 23 septembre 2006, il doit quitter le bord du terrain pendant la rencontre contre les Buckeyes d'Ohio State pour la première fois en quatre décennies pour une maladie. En novembre 2006, il ne peut éviter la collision avec deux joueurs lors d'une rencontre contre les Badgers du Wisconsin et se casse la jambe gauche . Opéré le lendemain, il reste à la tête de l'équipe bien qu'il soit diminué physiquement.
En septembre 2008, sa mobilité physique se réduit nettement. Il se blesse à la hanche en début de saison en voulant montrer à ses joueurs comment réaliser un onside kick. Il n'est plus capable de courir sur le terrain et peine à marcher. Il gère les entraîneurs depuis une voiturette de golf et suit les matchs depuis la tribune de presse.
Payé un million de dollars sur l'année 2009, Paterno est l'employé de l'université qui détient la plus grande ancienneté. Avec une nouvelle et talentueuse équipe comprenant Daryll Clark, Evan Royster en attaque et Jared Odrick ainsi que NaVorro Bowman en défense, Penn State réalise une saison réussie avec dix victoires en saison régulière et un Citrus Bowl remporté.
Dans une saison 2010 terne marquée par une demi-douzaine de défaites, Paterno obtient sa 400e victoire en carrière. Alabama montre sa supériorité dès le deuxième match de la saison et met en évidence les faiblesses de Penn State,. Paterno et les siens s'inclinent ensuite contre toutes les équipes classées de son calendrier avant d'être dominés par les Gators de la Floride lors du Outback Bowl,,.
Joe Paterno se casse le bassin lors d'un entraînement au début de la saison 2011. À la fin du mois d'octobre, il devient l'entraîneur le plus victorieux de Division I avec 409 succès grâce à une victoire de 10 à 7 contre les Fighting Illini de l'Illinois.

##### Fin de carrière après le scandale Sandusky (2011)
Le 5 novembre 2011, le scandale des agressions sexuelles de l'Université d'État de Pennsylvanie éclate lorsque les procureurs accusent publiquement Jerry Sandusky d'avances sexuelles ou comportements inadaptés sur huit garçons entre 1994 et 2009. Sandusky a été un entraîneur de Joe Paterno pendant trente ans. Promu coordinateur défensif en 1977, il a fondé cette année-là l'association caritative The Second Mile dont l'objectif affiché est d'aider des jeunes défavorisés. Lorsque le scandale devient national, Sandusky n'est plus en poste, il a démissionné en 1999, un an après une première enquête de l'université le concernant après la plainte de la mère d'un enfant pour des agressions sexuelles. Proche collaborateur de Joe Paterno, les médias évoquent rapidement l'implication de la figure emblématique de l'université.
Au lendemain de la déclaration des procureurs, le directeur sportif Tim Curley et le vice-président et trésorier de l'université de Penn State Gary Schultz, tous deux impliqués dans l'affaire pour avoir effectué quelques mois plus tôt de faux témoignages pour protéger Sandusky, quittent leurs fonctions. L'université anticipe le départ imminent de Paterno. L'affaire fait la une des tous les journaux américains, sa médiatisation exceptionnelle dépasse les frontières américaines.
Joe Paterno est directement impliqué par plusieurs protagonistes de l'affaire. Plusieurs témoignages, comme celui de l'ancien assistant Matt Paknis, font état de l'omniscience de Joe Paterno s'agissant de tout ce qui concerne de près ou de loin son équipe de football américain. Une déclaration marque particulièrement les médias et l'opinion publique : Mike McQueary dit avoir immédiatement alerté Joe Paterno après avoir surpris Jerry Sandusky en action avec un jeune garçon de 10 ans en mars 2002 dans les douches de l'enceinte sportive,. Paterno transmet l'information à ses supérieurs hiérarchiques, mais il n'alerte pas la police.
Le 9 novembre 2011, sous la pression médiatique, Joe Paterno déclare publiquement qu'il va prendre sa retraite à la fin de la saison 2011, à la fin de son contrat. Il déclare alors : « Ceci est une tragédie. C'est l'un des plus grands chagrins de ma vie. Avec le recul, je regrette de ne pas avoir fait plus »,. Quelques heures plus tard, l'université annonce qu'il est congédié avec effet immédiat et nomme son assistant Tom Bradley au poste d'entraîneur principal,. Si Paterno déclare accepter la décision de l’université, sa famille est outragée par la manière avec laquelle l’université s’est séparé dans son entraîneur emblématique. À 22 h, 15 minutes avant la conférence de presse publique, un employé de l’université lui livre un papier sur lequel est marqué un numéro de téléphone,. Lorsque Paterno appelle ce numéro, John Surma, l'un des vice-présidents du comité directeur de l'université, lui dit : « Dans l'intérêt supérieur de l'université, votre contrat est résilié »,. Dans la soirée, de nombreux étudiants de Penn State entourent le domicile de Paterno pour le soutenir et déplorer son départ. L'acteur américain Ashton Kutcher s'exprime sur Twitter : « Comment pouvez-vous virer Joe Pa ? […] Je trouve ça de mauvais goût », un message qui provoque un tollé.
Critiqué comme les autres acteurs de l'affaire pour ne pas avoir alerté la police, Joe Paterno n'est légalement pas inquiété car il a fait part du potentiel délit à ses supérieurs comme l'y oblige la loi,,. Malgré cela, il embauche l'avocat J. Sedgwick Sollers pour le représenter dans l'affaire le 11 novembre.

### En dehors des terrains

#### Vie privée
En 1959, Joe Paterno rencontre Suzanne Pohland alors qu'elle est la compagne d'un de ses joueurs,. Il lui demande de garder un œil sur les cours de son joueur, qui change d'université. Joe et Suzanne restent en contact et développent une relation amoureuse. Le 12 mai 1962, le couple se marie à Latrobe,,. Ensemble, ils ont cinq enfants : Diana, Mary Kathryn, David, Jay et Scott.
Joe et son frère George entretiennent une relation très proche tout au long de leur vie. Entraîneur dans les années 1960 et 1970, George suit les conseils de son frère pour devenir commentateur des rencontres de Penn State à partir de 1976. À la radio, George n'hésite pas à critiquer son frère.
En 1984, Joe Paterno et sa femme achètent une maison à Avalon dont l'évaluation immobilière grimpe à 3,9 millions de dollars à sa mort. Pendant la saison, la famille vit au 830 McKee Street à State College,. Bien qu'il soit célèbre nationalement, son adresse et son numéro de téléphone sont toujours dans l'annuaire de State College.

#### Philanthropie
En 1986, Joe Paterno fait un don de 150 000 dollars pour aider le développement de la collection d'ouvrages de la bibliothèque de l'université et pour offrir des bourses d'éducation à des jeunes issues de minorités ethniques. En 2004, les dons de Joe Paterno et de sa femme Sue à l'université s'élèvent à plus de 4 millions de dollars. L'université renomme la bibliothèque à son nom.

#### Politique
Après son invective contre le Président Nixon en 1969, Joe Paterno pense à se lancer en politique dans les années 1970. Sa réussite à la tête de son équipe de football et sa proximité avec les principaux responsables républicains lui permettent de figurer sur la liste des invités à plusieurs dîners officiels comme la réception du Premier ministre français Jacques Chirac en 1987. Cette même année, Joe Paterno accepte de rejoindre les rangs du candidat George H. W. Bush afin de travailler pour la campagne présidentielle du vice-président dans l'État de Pennsylvanie. En 1988, les deux hommes se sont rencontrés à l'occasion de la visite de Penn State à la Maison-Blanche pour être honoré par le président Ronald Reagan. Paterno effectue un discours à la convention nationale du parti républicain en soutien à Bush. Il est alors sur la liste des remplaçants potentiels du sénateur John Heinz.

### Cancer et mort
Quelques jours après avoir été démis de ses fonctions d'entraîneur principal de l'équipe de football américain de Penn State, il est diagnostiqué d'un cancer du poumon,. La nouvelle arrive dans une période difficile pour la région, bouleversée par le scandale d'abus sexuels sur le campus. Son cancer est considéré comme guérissable. Son fils déclare publiquement que les victimes de la tragédie d'abus sexuels doivent rester au cœur des attentions.
Début janvier, depuis une chaise roulante et son lit, il donne un entretien sur deux jours au Washington Post. Le cancer lui a pris son souffle, il ne peut plus manger. Pour sa première intervention médiatique depuis son licenciement, il donne sa version des faits. Il déclare notamment sur le signalement que lui a fait Mike McQueary en 2002 : « Je ne savais pas comment gérer cette situation et j'étais effrayé de faire quelque chose qui aurait pu mettre en péril la procédure de l'université. Alors, je me suis tourné vers certaines personnes qui, je le pensais, avaient une plus grande expertise que moi. Mais cela n'a pas fonctionné de cette manière ». Le 13 janvier 2012, Joe Paterno est hospitalisé pour des complications mineures de son traitement contre la maladie. Dans les jours qui suivent, son état de santé empire jusqu'à être dans un état critique une semaine après son entrée à l'hôpital.
Quelques heures après la rumeur de sa mort,, Joe Paterno meurt le 22 janvier 2012,. Le centre médical de Mount Nittany annonce que la cause de son décès est un cancer bronchique à petites cellules métastatique. Quatre jours plus tard, près de 10 000 personnes se réunissent dans le Bryce-Jordan Center du campus de Penn State pour rendre hommage au célèbre entraîneur. Le fondateur de Nike, Phil Knight, rend hommage à Paterno. Sa fondation vend un DVD de la cérémonie. Sa veuve reçoit une pension de retraite de 13,4 millions de dollars pour la carrière d'entraîneur de son mari.

### Héritage et postérité

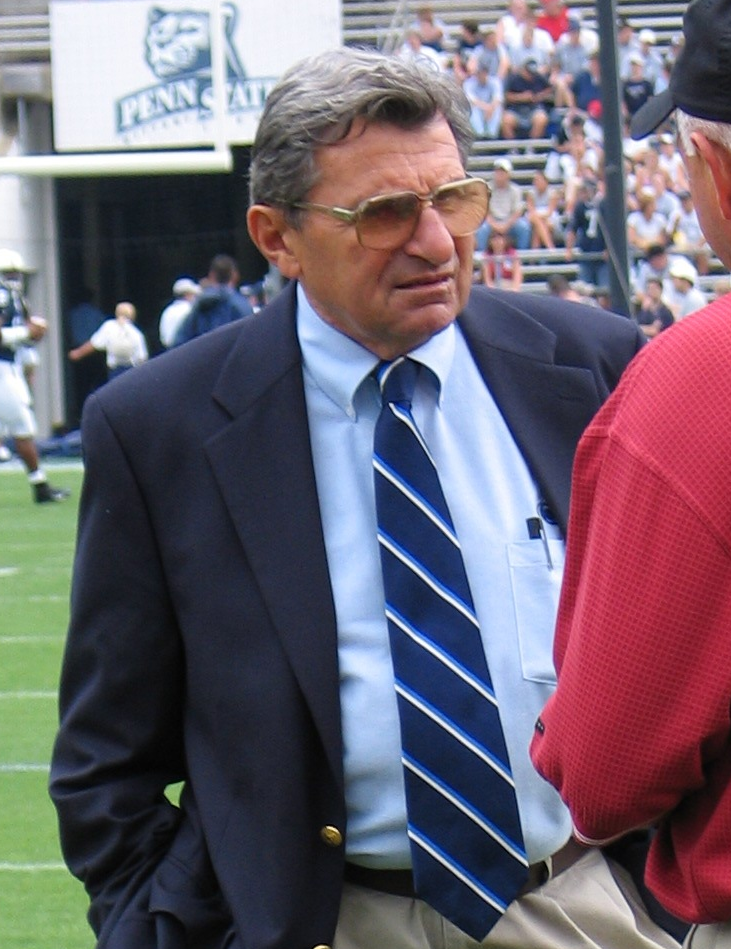
Jusqu'en 2011, Joe Paterno est considéré comme un « Dieu » à l'université Penn State.

En cinq décennies, Joe Paterno a fait passer le programme de football américain de l'université d'État de Pennsylvanie d'une équipe standard à une institution mythique et respectée de Pennsylvanie. À sa tête, Paterno est vu comme un « Dieu » pour lequel la loyauté est élevée. Lorsqu'il arrive à Penn State en 1965, le Beaver Stadium est une enceinte de 46 000 sièges dont la plupart sont vides à chaque rencontre. Surnommé le « Roi de Pennsylvanie », Paterno a développé plus qu'un club, mais une entreprise rentable dont le profit annuel dépasse les 50 millions de dollars grâce aux ventes aux guichets du stade de 107 282 places. Lorsqu'il se promène sur le campus de Penn State, il est arrêté par des étudiants qui souhaitent prendre une photo avec lui. Un cours de l'université se consacre à son image : « Comm 497G : Joe Paterno, Communications, and the Media »,.
En 2001, l'université inaugure une statue en hommage à Paterno. Créée par Angelo DiMaria, cette sculpture de 450 kg est entourée de plaques commémorant les résultats de toutes les rencontres dirigées par Paterno. Un trophée récompensant l'esprit de Joe Paterno, intitulé le Joseph V. Paterno Coach of the Year award, est remis pour la première et unique fois à Frank Beamer (en) en 2010. En décembre 2010, le trophée remis au champion de la conférence Big Ten est renommé aux noms de Amos Alonzo Stagg et Joseph Paterno.
Le scandale des agressions sexuelles de l'université d'État de Pennsylvanie ternit fortement l'héritage de l'entraîneur le plus victorieux du football américain universitaire,. De par son importance sur le campus, l'octogénaire est vu comme l'un des principaux responsables et le créateur d'un environnement ayant permis ces abus sexuels,. Sa nomination pour la médaille présidentielle de la Liberté est retirée. Pour le défendre, les supporteurs et étudiants de l'université de Penn State manifestent jusqu'à attaquer les journalistes présents sur place pour couvrir le scandale,. Ils souhaitent défendre l'honneur et la réputation de l'entraîneur historique de l'université.
En juin 2012, Jerry Sandusky est reconnu coupable de 45 chefs d'accusation. Un mois plus tard, le rapport de Louis Freeh conclut que Joe Paterno et d'autres responsables de l'université étaient au courant de l'affaire dès 1998. L'université réagit en faisant déboulonner la statue de Joe Paterno devant le Beaver Stadium. Le lendemain, la NCAA sanctionne l'université d'État de Pennsylvanie d'une amende de 60 millions de dollars, un bannissement de la phase finale sur quatre saisons et le retrait de toutes les victoires de l'université entre 1998 et 2011,,. Cette sanction retire 111 victoires et six Bowls à Joe Paterno,. En janvier 2015, la NCAA annule cette sanction dans le cadre de son accord pour mettre fin à la plainte du membre du Sénat de l'État de Pennsylvanie Jake Corman,.
En 2016, Joe Paterno garde une opinion publique globalement favorable en Pennsylvanie, surtout parmi les républicains. Lorsque l'université annonce une cérémonie pour honorer le cinquantième anniversaire de son premier match comme entraîneur principal des Lions, elle soulève une large controverse sur le personnage et la complexité de son héritage. Pour certains, Joe Paterno a permis à Jerry Sandusky d'utiliser le campus de Penn State pour assouvir ses désirs pédophiles et a toléré le viol et l'abus de jeunes garçons dans l'enceinte de l'équipe de football américain.
En juillet 2017, le directeur de la communication de la Maison-Blanche Anthony Scaramucci cite Paterno dans une interview téléphonique avec CNN : « Pourquoi vous n'honorez pas la profession ? Vous vous souvenez de Joe Paterno ? Qu'est-ce qu'il dirait ? Agissez comme si vous aviez été là auparavant. Agissez avec honneur et dignité et respect, et gardez la confiance de la présidence dans ce bureau. Pourquoi nous ne pourrions pas faire cela ? »,,. En 2018, Scaramucci est coproducteur du film biographique de la chaîne HBO Paterno.

## Bilan saison par saison
Joe Paterno est connu pour sa longévité à la tête des Nittany Lions de Penn State et la réussite sportive qu'il connaît tout au long de sa carrière. Dans les années 1970, il est déjà réputé pour être l'un des entraîneurs les plus victorieux. Penn State est si habituée à un haut pourcentage de victoires que la saison 1978, conclue par huit victoires et quatre défaites, est considérée comme médiocre. Il faut attendre 1988 pour que l'équipe dirigée par Paterno termine une saison avec plus de défaites que de victoires. L'équipe a été invaincue en 1968, 1969, 1973, 1986 et 1994, soit cinq saisons.
| Saison | Équipe     |       | Saison régulière | Saison régulière | Saison régulière | Saison régulière | Saison régulière | Saison régulière | Saison régulière                                 | Saison régulière                                 |                                                  | Bowls/Phase finale | Bowls/Phase finale | Bowls/Phase finale |  | Sondages | Sondages |
| Saison | Équipe     | Total | Total            | Total            |                  | Conférence       | Conférence       | Conférence       | Conférence                                       | Bowl                                             | Adversaire                                       | Résultat           | AP                 | Entraîneurs        |  |          |          |
| Saison | Équipe     | V     | D                | N                | V                | D                | N                | Classement       |                                                  | Bowl                                             | Adversaire                                       | Résultat           | AP                 | Entraîneurs        |  |          |          |
| 1966   | Penn State | 5     | 5                | 0                |                  |                  |                  |                  |                                                  |                                                  |                                                  |                    |                    |                    |  |          |          |
| 1967   | Penn State | 8     | 2                | 1                |                  |                  |                  |                  | Gator Bowl                                       | Seminoles de Florida State                       | N 17-17                                          | 11                 | 10                 |                    |  |          |          |
| 1968   | Penn State | 11    | 0                | 0                |                  |                  |                  |                  | Orange Bowl                                      | Jayhawks du Kansas                               | V 15-14                                          | 3                  | 2                  |                    |  |          |          |
| 1969   | Penn State | 11    | 0                | 0                |                  |                  |                  |                  | Orange Bowl                                      | Tigers du Missouri                               | V 10-3                                           | 2                  | 2                  |                    |  |          |          |
| 1970   | Penn State | 7     | 3                | 0                |                  |                  |                  |                  |                                                  |                                                  |                                                  |                    |                    |                    |  |          |          |
| 1971   | Penn State | 11    | 1                | 0                |                  |                  |                  |                  | Cotton Bowl                                      | Longhorns du Texas                               | V 30-6                                           | 11                 | 5                  |                    |  |          |          |
| 1972   | Penn State | 10    | 2                | 0                |                  |                  |                  |                  | Sugar Bowl                                       | Sooners de l'Oklahoma                            | D 0-14                                           | 8                  | 10                 |                    |  |          |          |
| 1973   | Penn State | 12    | 0                | 0                |                  |                  |                  |                  | Orange Bowl                                      | Tigers de LSU                                    | V 16-9                                           | 5                  | 5                  |                    |  |          |          |
| 1974   | Penn State | 10    | 2                | 0                |                  |                  |                  |                  | Cotton Bowl                                      | Bears de Baylor                                  | V 41-20                                          | 7                  | 7                  |                    |  |          |          |
| 1975   | Penn State | 9     | 3                | 0                |                  |                  |                  |                  | Sugar Bowl                                       | Crimson Tide de l'Alabama                        | D 6-13                                           | 10                 | 10                 |                    |  |          |          |
| 1976   | Penn State | 7     | 5                | 0                |                  |                  |                  |                  | Gator Bowl                                       | Fighting Irish de Notre Dame                     | D 9-20                                           |                    |                    |                    |  |          |          |
| 1977   | Penn State | 11    | 1                | 0                |                  |                  |                  |                  | Fiesta Bowl                                      | Sun Devils d'Arizona State                       | V 42-30                                          | 4                  | 5                  |                    |  |          |          |
| 1978   | Penn State | 11    | 1                | 0                |                  |                  |                  |                  | Sugar Bowl                                       | Crimson Tide de l'Alabama                        | D 7-14                                           | 4                  | 4                  |                    |  |          |          |
| 1979   | Penn State | 8     | 4                | 0                |                  |                  |                  |                  | Liberty Bowl                                     | Green Wave de Tulane                             | V 9-6                                            | 18                 | 20                 |                    |  |          |          |
| 1980   | Penn State | 10    | 2                | 0                |                  |                  |                  |                  | Fiesta Bowl                                      | Buckeyes d'Ohio State                            | V 31-19                                          | 8                  | 8                  |                    |  |          |          |
| 1981   | Penn State | 10    | 2                | 0                |                  |                  |                  |                  | Fiesta Bowl                                      | Trojans d'USC                                    | V 26-10                                          | 3                  | 3                  |                    |  |          |          |
| 1982   | Penn State | 11    | 1                | 0                |                  |                  |                  |                  | Sugar Bowl                                       | Bulldogs de la Géorgie                           | V 27-23                                          | 1                  | 1                  |                    |  |          |          |
| 1983   | Penn State | 8     | 4                | 1                |                  |                  |                  |                  | Aloha Bowl                                       | Huskies de Washington                            | V 13-10                                          | 17                 |                    |                    |  |          |          |
| 1984   | Penn State | 6     | 5                | 0                |                  |                  |                  |                  |                                                  |                                                  |                                                  |                    |                    |                    |  |          |          |
| 1985   | Penn State | 11    | 1                | 0                |                  |                  |                  |                  | Orange Bowl                                      | Sooners de l'Oklahoma                            | D 10-25                                          | 3                  | 3                  |                    |  |          |          |
| 1986   | Penn State | 12    | 0                | 0                |                  |                  |                  |                  | Fiesta Bowl                                      | Hurricanes de Miami                              | V 14-10                                          | 1                  | 1                  |                    |  |          |          |
| 1987   | Penn State | 8     | 4                | 0                |                  |                  |                  |                  | Citrus Bowl                                      | Tigers de Clemson                                | D 10-35                                          |                    |                    |                    |  |          |          |
| 1988   | Penn State | 5     | 6                | 0                |                  |                  |                  |                  |                                                  |                                                  |                                                  |                    |                    |                    |  |          |          |
| 1989   | Penn State | 8     | 3                | 1                |                  |                  |                  |                  | Holiday Bowl                                     | Cougars de BYU                                   | V 50-39                                          | 14                 | 15                 |                    |  |          |          |
| 1990   | Penn State | 9     | 3                | 0                |                  |                  |                  |                  | Champs Sports Bowl                               | Seminoles de Florida State                       | D 17-24                                          | 10                 | 11                 |                    |  |          |          |
| 1991   | Penn State | 11    | 2                | 0                |                  |                  |                  |                  | Fiesta Bowl                                      | Volunteers du Tennessee                          | V 42-17                                          | 3                  | 3                  |                    |  |          |          |
| 1992   | Penn State | 7     | 5                | 0                |                  |                  |                  |                  | Champs Sports Bowl                               | Cardinal de Stanford                             | D 3-24                                           | 24                 |                    |                    |  |          |          |
| 1993   | Penn State | 10    | 2                | 0                | 6                | 2                | 0                | 3e               | Citrus Bowl                                      | Volunteers du Tennessee                          | V 31-13                                          | 7                  | 8                  |                    |  |          |          |
| 1994   | Penn State | 12    | 0                | 0                | 8                | 0                | 0                | 1re              | Rose Bowl                                        | Ducks de l'Oregon                                | V 38-20                                          | 2                  | 2                  |                    |  |          |          |
| 1995   | Penn State | 9     | 3                | 0                | 5                | 3                | 0                | 3e               | Outback Bowl                                     | Tigers d'Auburn                                  | V 43-14                                          | 12                 | 13                 |                    |  |          |          |
| 1996   | Penn State | 11    | 2                | 0                | 6                | 2                | 0                | 3e               | Fiesta Bowl                                      | Longhorns du Texas                               | V 38-15                                          | 7                  | 7                  |                    |  |          |          |
| 1997   | Penn State | 9     | 3                | 0                | 6                | 2                | 0                | 2e               | Citrus Bowl                                      | Gators de la Floride                             | V 38-15                                          | 17                 | 16                 |                    |  |          |          |
| 1998   | Penn State | 9     | 3                | 0                | 5                | 3                | 0                | 5e               | Outback Bowl                                     | Wildcats du Kentucky                             | V 26-14                                          | 15                 | 17                 |                    |  |          |          |
| 1999   | Penn State | 10    | 3                | 0                | 5                | 3                | 0                | 4e               | Alamo Bowl                                       | Aggies du Texas                                  | V 24-0                                           | 11                 | 11                 |                    |  |          |          |
| 2000   | Penn State | 5     | 7                | 0                | 4                | 4                | 0                | 6e               |                                                  |                                                  |                                                  |                    |                    |                    |  |          |          |
| 2001   | Penn State | 5     | 6                | 0                | 4                | 4                | 0                | 4e               |                                                  |                                                  |                                                  |                    |                    |                    |  |          |          |
| 2002   | Penn State | 9     | 4                | 0                | 5                | 3                | 0                | 4e               | Capital One Bowl                                 | Tigers d'Auburn                                  | D 9-13                                           | 15                 | 16                 |                    |  |          |          |
| 2003   | Penn State | 3     | 9                | 0                | 1                | 7                | 0                | 8e               |                                                  |                                                  |                                                  |                    |                    |                    |  |          |          |
| 2004   | Penn State | 4     | 7                | 0                | 2                | 6                | 0                | 9e               |                                                  |                                                  |                                                  |                    |                    |                    |  |          |          |
| 2005   | Penn State | 11    | 1                | 0                | 7                | 1                | 0                | 1re              | Orange Bowl                                      | Seminoles de Florida State                       | V 26-23                                          | 3                  | 3                  |                    |  |          |          |
| 2006   | Penn State | 9     | 4                | 0                | 5                | 3                | 0                | 4e               | Outback Bowl                                     | Volunteers du Tennessee                          | V 20-10                                          | 25                 | 24                 |                    |  |          |          |
| 2007   | Penn State | 9     | 4                | 0                | 4                | 4                | 0                | 5e               | Alamo Bowl                                       | Aggies du Texas                                  | V 24-17                                          | 25                 |                    |                    |  |          |          |
| 2008   | Penn State | 11    | 1                | 0                | 7                | 1                | 0                | 1re              | Rose Bowl                                        | Trojans d'USC                                    | D 24-38                                          | 3                  | 3                  |                    |  |          |          |
| 2009   | Penn State | 11    | 2                | 0                | 6                | 2                | 0                | 2e               | Capital One Bowl                                 | Tigers de LSU                                    | V 19-17                                          | 8                  | 9                  |                    |  |          |          |
| 2010   | Penn State | 7     | 6                | 0                | 4                | 4                | 0                | 4e               | Outback Bowl                                     | Gators de la Floride                             | D 24-37                                          |                    |                    |                    |  |          |          |
| 2011   | Penn State | 8     | 1                | 0                | 5                | 0                | 0                | en tête          | démis de ses fonctions avant la fin de la saison | démis de ses fonctions avant la fin de la saison | démis de ses fonctions avant la fin de la saison |                    |                    |                    |  |          |          |

Légende :
V = Victoires, D = Défaites, N = Matchs nuls
| Champions BCS |

## Palmarès, récompenses et records
Avec 62 saisons passées sur le bord des terrains à Penn State, Joe Paterno est connu pour son exceptionnelle longévité dans le monde du football américain universitaire. Ses 46 saisons comme entraîneur principal des Lions ne sont battues que par les 57 années de Amos Alonzo Stagg à la tête d'une université américaine majeure. Son règne s'étend sur douze présidences et plus de 742 changements d'entraîneurs adverses en Division I,.
Après une décennie en poste à Penn State, Joe Paterno est déjà l'entraîneur principal le plus victorieux de sa génération avec un pourcentage de victoire de 83,6%. Entre 1966 et 2000, il remporte 317 matchs pour 83 défaites et trois matchs nuls, soit 79 % de victoires. Après 2000, son pourcentage de victoires diminue à 65,4 %, mais il remporte quatre Bowls.
Le 27 octobre 2001, en gagnant son 323e match à la tête des Lions, Joe Paterno bat le record de rencontres gagnés en Division I-A par un entraîneur jusqu'alors détenu par le légendaire Paul Bryant. En janvier 2002, il devient le premier entraîneur en activité à recevoir le Amos Alonzo Stagg Award (en), la plus haute récompense donnée par l'association des entraîneurs de football américain. En 2011, la victoire de Penn State contre les Fighting Illini de l'Illinois est la 409e de Joe Paterno en Division I. Il dépasse alors Eddie Robinson comme l'entraîneur le plus victorieux de Division I. Au total, il a entraîné les Lions lors de 548 rencontres de football américain, un record qu'il partage avec Amos Alonzo Stagg. Son bilan final est de 409 victoires, pour 136 défaites et trois nuls en NCAA, soit un pourcentage de victoire de 75 %. Il a battu 80 équipes différentes, seuls les Gators de la Floride et les Sooners de l'Oklahoma l'ont affronté plus d'une fois, deux chacune, sans que Paterno et les Lions ne les battent.
Avec 24 bowls universitaires remportés dans sa carrière, JoePa est l'entraîneur qui en a remporté le plus,. Il est également celui qui en a joué le plus avec 37 participations. Il compte à son palmarès quatre succès à l'Orange Bowl, six au Fiesta Bowl, un au Sugar Bowl et un au Rose Bowl. Deux de ses équipes sont récompensées du titre de championne universitaire par les sondages au terme des saisons 1982 et 1986. Ces saisons correspondent aux années lors desquelles JoePa reçoit le plus grand nombre de récompenses individuelles. Le premier Paul Bear Bryant Award lui est remis quelques semaines après son titre de 1986.
Joe Paterno est désigné à cinq reprises comme entraîneur de la saison par l'American Football Coaches Association en 1968, 1978, 1982, 1986, 2005. Il reçoit également les récompenses Eddie Robinson Coach of the Year en 1978, 1982 et 1986 et Walter Camp Coach of the Year en 1972, 1994 et 2005. La saison universitaire 1986 lui vaut la récompense individuelle d'être désigné sportif de l'année par le magazine Sports Illustrated, un rare accomplissement pour un entraîneur et une récompense qui ne se limite pas au football américain.
Au-delà de ses résultats, il est récompensé pour les résultats académiques de son équipe avec le Bobby Dodd Coach of the Year Award en 1981 et 2005,. En 1991, Joe Paterno est honoré par la National Football Foundation du National Football Foundation Distinguished American Award. Vingt-cinq ans plus tard, JoePa reçoit la récompense la plus prestigieuse de la fondation avec la « Médaille d'Or » qui lui est remise lors d'un gala à New York,.

## Style et personnalité

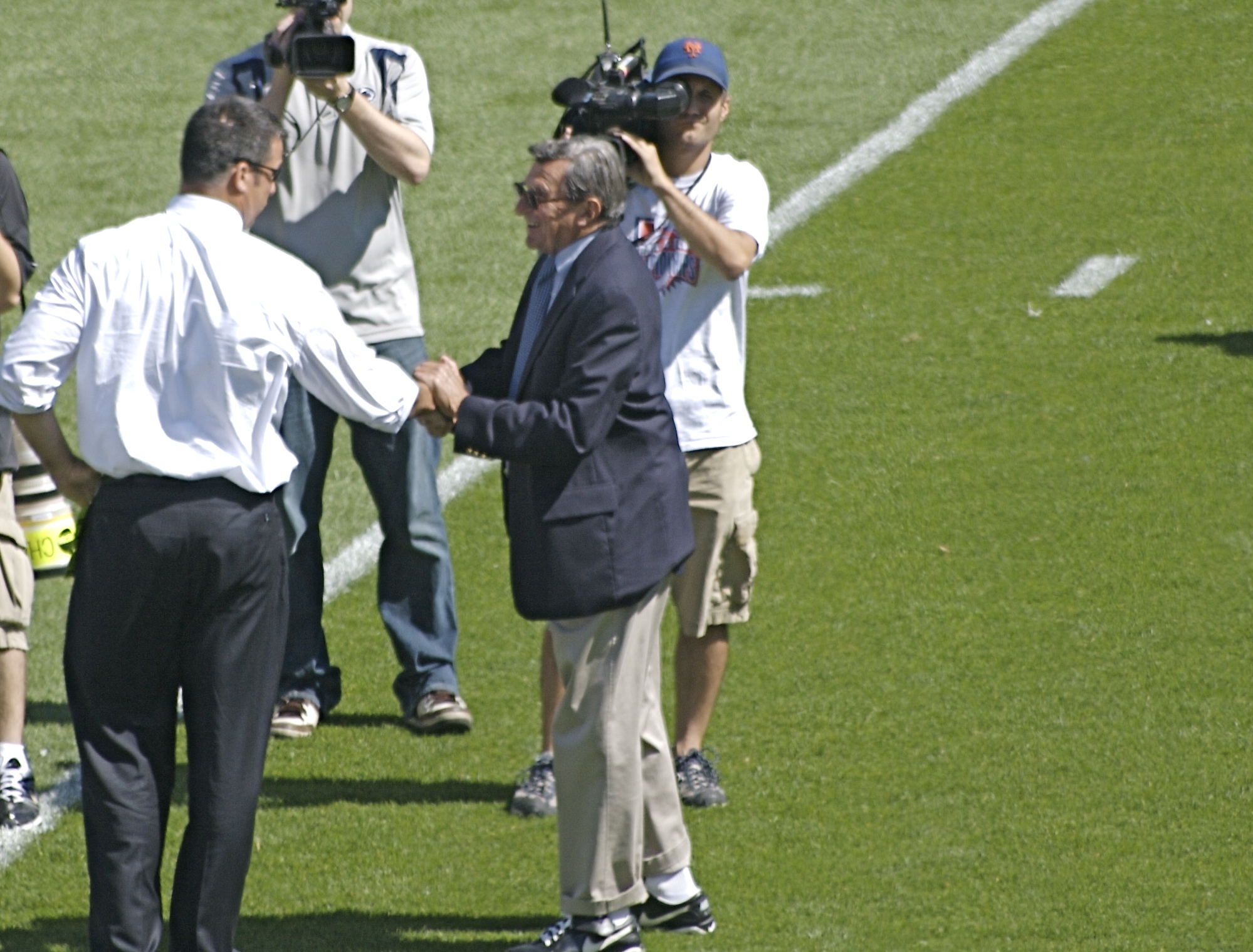
Habillé de son chino, ses lunettes et ses sneakers, Joe Paterno serre la main de son adversaire en 2007.

Joe Paterno est un petit bonhomme anguleux et teigneux, mentor sportif érigé en symbole des vertus humanistes de Penn State. Il a imposé plusieurs vêtements comme ses marques de fabrique : le chino kaki, des lunettes fumées épaisses et des sneakers noires. En 2010, une de ses paires de lunettes mise aux enchères est acquise pour 9 000 dollars. Vu comme l'entraîneur de la « vieille école », Paterno est flexible et réaliste. Dans les années 1970, il déclare à Sports Illustrated : « Je ne pense pas qu'un athlète achètera cette histoire de vous écouter seulement parce qu'il y a marqué « Entraîneur » devant votre nom. Le football américain est un produit de notre culture et il doit s'adapter à notre société ; la société ne va pas s'adapter au football américain ».
Sa loyauté envers l'université, la réussite académique et sportive de ses joueurs et les louanges médiatiques en font une légende nationale au début des années 1970. Le gouverneur de Pennsylvanie Milton Shapp (en) fait du 31 mars le « Jour de Joe Paterno ». La toute puissance sur le campus de Penn State de celui qui est surnommé St. Joe se retrouve dans les privilèges qui sont accordés à sa famille et à lui : en 2011, sa femme est payée 1 000 dollars mensuels par l'université, toute sa famille s'est vu accorder l'accès aux équipements sportifs de Penn State et Joe Paterno se voit donner un bonus de plus de 5 millions de dollars. Il a pris pour habitude que ses entraînements soient totalement secrets, sans presse, ni parent, ni étudiant, ni supporteur.
Au début de sa carrière d'entraîneur principal, en 1972, Paterno est un dictateur capable d'appeler « bébé » un joueur qui a une crise d’asthme. Au fil de sa carrière, il s'adoucit et améliore la relation avec son équipe. En 2002, il déclare à Sports Illustrated : « En vieillissant, je suis plus patient avec les jeunes et moins patient avec d'autres choses » comme les questions des journalistes, les règles de la NCAA et l'arbitrage. Après avoir défendu les arbitres pendant plusieurs décennies, il n'hésite plus à courir après les arbitres ou à les critiquer publiquement. Si au début de sa carrière, les journalistes et Joe Paterno ont une excellente relation, celle-ci se ternit sur la fin de sa carrière,. Plus secret et dédaigneux avec les médias, Paterno refuse de donner des propos clichés et aime argumenter,. Année après année, les journalistes deviennent de plus en plus méfiants et râleurs envers l'expérimenté entraîneur.
Sur le terrain, la philosophie de Joe Paterno est de faire moins d'erreurs que son adversaire en réalisant les petits détails, faisant plus confiance à ses coéquipiers et en se sacrifiant un peu plus que ses adversaires pour l'équipe. Il cherche plus à ne pas perdre qu'à gagner brillamment, ce qui lui vaut d'être qualifié d'ennuyeux,. Si un jeu offensif fonctionne, JoePa est d'avis de le rejouer jusqu'à ce que la défense prouve qu'elle est capable de l'arrêter.
Tout au long de sa carrière, Joe Paterno entraîne très peu de joueurs afro-américains, moins de 2 % au début et moins de 5 % dans les années 2000. Bien qu'il tente d'en recruter et à faire confiance à plusieurs joueurs afro-américains comme le quarterback Mike Cooper en 1970, les critiques fusent sur le supposé racisme de l'entraîneur, un reproche qui l'atteint grandement,. S'il tente de recruter des joueurs afro-américains, une partie d'entre eux lui répond ne pas se sentir à l'aise sur le campus de Penn State.

## Dans la culture populaire
Entraîneur légendaire, emblématique des Nittany Lions de Penn State, Joe Paterno concentre le pouvoir sur le campus de l'université d'État de Pennsylvanie. Lorsque le scandale éclate en 2011, cette concentration de pouvoir est vivement critiquée. Pendant plusieurs décennies, il possède une rare popularité, une excellente réputation et est loué pour son intégrité. Cette aura s'écroule en quelques jours lors de la révélation du fait qu'il a couvert les graves exactions délictuelles de son entraîneur adjoint Jerry Sandusky pendant de nombreuses années. La chute brutale de ce héros conservateur américain du XXe siècle fait l'objet de plusieurs documentaires et téléfilms. En 2014, Amir Bar-Lev signe un documentaire intitulé Happy Valley (en) qui revient longuement sur ce scandale. En 2018, Al Pacino joue le rôle de Paterno dans un téléfilm intitulé Paterno qui se concentre sur la complexité des derniers mois de sa vie tout en dramatisant son rôle dans l'affaire,.

### Citations originales
1. ↑  (en) « the brain of the team ».
2. ↑  (en) « He can't run, and he can't pass. All he can do is think — and win. ».
3. ↑  (en) « Grand Experiment ».
4. ↑  (en) « I'd like to know how the president could know so little about Watergate in 1973 and so much about college football in 1969 »[f 28],[7].
5. ↑  (en) « I had my own poll. The Paterno Poll. And the vote was unanimous. Penn State is No. 1. I took the vote a few minutes ago »[f 33],[7].
6. ↑  (en) « This is a tragedy. It is one of the great sorrows of my life. With the benefit of hindsight, I wish I had done more ».
7. ↑  (en) « In the best interests of the university, you are terminated ».
8. ↑  (en) « I didn’t know exactly how to handle it and I was afraid to do something that might jeopardize what the university procedure was. So I backed away and turned it over to some other people, people I thought would have a little more expertise than I did. It didn’t work out that way »[85].
9. ↑  (en) « King of Pennsylvania ».
10. ↑  (en) « Why don’t you honor the job? You remember Joe Paterno? What would he say? Act like you’ve been there before. Act with honor and dignity and respect, and hold the confidence of the presidency in his office. Why don’t we do that? ».
11. ↑  (en) « I don't think an athlete will buy this business that they'll do something just because you have 'Coach' in front of your name. Football is a product of a culture and it's got to adapt to society; society isn't going to adapt to football »[10].